# Prämien auf den Tod
Prämien auf den Tod ist ein 1949 entstandenes österreichisches Kriminalmelodram des Schauspielers Curd Jürgens, der hier zum ersten Mal Regie führt. Werner Krauß ist in seiner ersten Nachkriegsrolle zu sehen, an seiner Seite spielen Siegfried Breuer, Jürgens‘ damalige Ehefrau Judith Holzmeister und Jürgens selbst weitere Hauptrollen.

## Handlung
Irgendwo in einer südeuropäischen Hafenstadt, in der die Hitze aufs Gemüt drückt, sitzt ein Mann im Gefängnis und rekapituliert, wie es so weit kommen konnte. Im Thalia-Theater der Stadt hatte einst der berühmte Mime und Sänger Gunnarsson eine Vorstellung, genauer gesagt: eine Premiere, gegeben. Dort sah er, der im Untersuchungsgefängnis sitzende Peter Lissen, ein kleiner und nicht sonderlich erfolgreicher, von Haustür zu Haustür rennender Versicherungsagent, die Frau, in die er sich unsterblich verlieben sollte: Evelyn, eine Dame der gehobenen Gesellschaft. Lissen ist geradezu besessen davon, diese Frau für sich zu erobern. Er glaubt, dass er dies nur erreichen vermag, indem er mit ihr finanziell gleichzieht und so ihr gegenüber ebenbürtig wird. Und so kommt er eines Tages auf die wahnsinnige Idee eines ausgeklügelten Versicherungsbetruges. 
Lissen versichert nicht existierende Kunden und lässt sie reihum einen nach dem anderen „sterben“, um anschließend die Versicherungsprämie abzukassieren. Um diese Tode glaubhaft zu machen, bedient er sich der Hilfe eines alten und ziemlich heruntergekommenen Schiffsarztes namens Dr. Schmidt, der fingierte Atteste und Totenscheine ausstellt. Während sich Lissen immer tiefer in seine Verbrechen verstrickt, sieht er nicht, dass die angebetete Evelyn eher Interesse gegenüber dem gefeierten Star Gunnarsson erkennen lässt, auch wenn Evelyn nach der ersten Begegnung und einem Bummel mit Lissen von dessen Charme durchaus angetan ist. Eines Tages platzt das Lug-und-Betrug-Konstrukt Peter Lissens wie eine Seifenblase, denn der erste erfundene Versicherungsnehmer erweist sich als quicklebendig und verfolgt Lissen wie ein Phantom. Lissen wird verhaftet und ins Untersuchungsgefängnis gesteckt. Dort erhält er Besuch von Evelyn, und es scheint, als sei diese bereit, auf ihn zu warten.

## Produktionsnotizen
Die Dreharbeiten zu Prämien auf den Tod begannen am 13. Juni 1949 und endeten im September 1949. Gedreht wurde in Thalerhof bei Graz (Atelier) und im Hafen von Genua (Außenaufnahmen). Der Film wurde im Künstlerhauskino in Wien am 13. Januar 1950 uraufgeführt und erlebte seine deutsche Premiere am 5. Mai 1950 in Düsseldorf und in Hamburg. Die Erstausstrahlung im deutschen Fernsehen erfolgte am 14. Juli 1959 in der ARD.
Herbert Sennewald übernahm die Produktionsleitung, die Filmbauten entwarfen Werner Schlichting und dessen Frau Isabella Ploberger. Willy Egger hatte die Aufnahmeleitung.

## Wissenswertes
Jürgens hatte das Exposé zu diesem Film in Gestalt einer Novelle bereits 1947 verfasst.
Gleich im Anschluss an diesen Film wechselten Regisseur Jürgens und Hauptdarsteller Breuer die Rollen, und Jürgens spielte (ab dem 19. September 1949) für dieselbe Grazer Produktionsfirma unter Breuers Regie in dem österreichischen Kriminalfilm “Schuß durchs Fenster” mit.

## Kritiken
In der Zeit war zu lesen: „Auf dem guten Weg, dem Film zu geben, was des Filmes ist, und in die Bereiche der vierten Dimension vorzustoßen, zeigt der erste Film des österreichischen Regisseurs Curd Jürgens ‚Prämien auf den Tod‘ … gute Ansätze. Er hat die großen französischen und englischen Vorbilder auf dem Gebiet der gefilmten Tiefenpsychologie genau studiert … Aber er hat zu wenig Eigenes dazugetan. (…) Besondere Anziehungskraft hatte der Film in Hamburg und in anderen westdeutschen Städten durch das erste Wiedererscheinen von Werner Krauß, der als verkrachter Schiffsarzt schon beim ersten flüchtigen Auftritt so intensiv da ist, daß er den Rahmen seiner Nebenrolle fast sprengt. Doch gerät ihm in seinem eigenwilligen Hang zur Überpointierung diese Figur zu stark, ins Theatralische auf Kosten der künstlerischen Aussage und echten Erschütterung. Siegfried Breuer im doppelten Spiel eines großen Lebemannes und eines kleinen Agenten, unsympathisch wie immer, aber weniger konventionell als sonst, beherrscht mit Routine und Verve eine umfassende Skala nuancenreicher Zwischentöne von menschlicher Leidenschaft, Hemmungslosigkeit, Bewußtseinsstörung zur Verzweiflung und Angst.“
Das Lexikon des Internationalen Films befand: „Bis auf den wenig glaubwürdigen Schluß eine nicht uninteressante, mit leicht surrealen Elementen versehene grüblerisch-melancholische Kriminalgeschichte.“
„Wo kommt so ein Film her? Man denkt, das Übliche, ein Kriminalfilm oder Ähnliches. Und dann erlebt man, was der Erinnerung an Dr. Caligari nahkommt, etwas quälend Surrealistisches […]. Willy Schmidt-Gentners Musik girrt geisterhaft in die Szenen, die Whisky-Flaschen leuchten, am Tag und in der Nacht, der Drehsessel an der Bar ist Mittelpunkt der Welt. Erschreckender Film von heute. Man wacht aus einem Albtraum auf, wenn er vorüber ist.“